# 李業 (五代)
李業（？—950年），晋阳人，五代十国政治人物，后汉高祖刘知远李皇后的幼弟。
后汉建立，李業任武德使。汉隐帝刘承祐即位，以皇太后的缘故，受到信任，掌管宫廷财务。当时李業想要求任宣徽使，杨邠、史弘肇等以为不可。李业于是帮助隐帝诛杀杨邠、史弘肇等人，任侍卫步军都指挥使。又下诏书派人到魏州杀死郭威，郭威于是造反，隐帝遇害，郭威进占京师。李业取内库金宝，带着向西逃奔。到达陕州，他的哥哥保义节度使李洪信不敢把他藏在家中；李业带着金子准备投奔晋阳，到达绛州，盗贼杀死李业取走了他的金子。